# Линия „Метаксас“
Линията „Метаксас“ е верига от укрепления, построени по продължение на гръцко-българската граница и замислени като защита на Гърция в случай на българско нападение по време на Втората световна война. Линията носи името на Йоанис Метаксас, тогава диктатор на Гърция. Съдържа фортове и тунели, които водят до наблюдателни пунктове, платформи за оръдия и картечни гнезда. Конструкциите са толкова здрави, че са оцелели, някои дори се използват още, а други са отворени за туристи.
Укрепленията на линията „Метаксас“ съдържат 22 независими разклонения, най-голямото от които е крепостта Рупел, която покрива 6,1 от 155 km пълна дължина и е конструирано на височина 322 m. Осветлението отначало става чрез газови лампи, макар че са били инсталирани генератори (днес укрепленията се осветяват от електричество от националната мрежа, но също имат и генератори). Вентилацията е и изкуствена, и естествена. Работата по укрепленията трае 4 години, а цената им за онова време достига 100 400 000 драхми.

## История
Преди избухването на Втората световна война подсилванията, които са направени на крепостта Рупел се смятат за твърде слаби. Така е решено, че по-нататъшните укрепления ще бъдат конструирани не само в определен район, но също и по дължина на цялата северна гръцка граница. Плановете са начертани през 1935 г., а работата започва в Беласица през 1936 г. Първоначалното намерение е това да бъде пълна линия с укрепления, достигаща до Черномен. Обаче Гърция е замесена във Втората световна война през 1940 година и така линията не е довършена. При избухването на войната тя достига само до Гюмюрджина, Тракия и е с дължина 155 km.
Както Линията „Мажино“ на Френско-германската граница, линията „Метаксас“ е обходена от германските сили, които нападат Гърция през Югославия. Германците отначало атакуват линията „Метаксас“, но не успяват да преминат, тъй като се натъкват на силна съпротива. Затова германските военачалници решават да обходят линията, като преместват войските си на гръцко-югославската граница, която е слабо отбранявана. Въпреки че германците обграждат линията „Метаксас“, войниците продължават да устояват на вълните от атаки. Гръцката армия се предава на 21 април, но войниците и офицерите продължават битката до 23 април, когато германците използват сълзотворен газ, за да накарат защитниците да излязат от укрепленията.